# Gastrimargus miombo
Gastrimargus miombo är en insektsart som beskrevs av Ritchie, J.M. 1982. Gastrimargus miombo ingår i släktet Gastrimargus och familjen gräshoppor. Inga underarter finns listade i Catalogue of Life.